# Стратегический плюрализм
Стратегический плюрализм — это теория в эволюционной биологии, которая предполагает, что в ходе эволюции женщины стали оценивать мужчин по двум критериям: являются ли они надёжными кормильцами в долгосрочной перспективе и имеют ли они высококачественные гены. Теория стратегического плюрализма была предложена Стивеном Гангестадом и Джеффри Симпсоном, двумя профессорами психологии в Университете Нью-Мексико и Техасском университете A&M, соответственно. В ходе развития у людей было распространено несколько компромиссов, особенно когда они тратили время и силы на воспитание детей и спаривание. Гангестад и Симпсон отметили, что даже у видов, где самцы млекопитающих вносят незначительный родительский вклад, либо совсем не вносят, самки по-прежнему предпочитают одних самцов другим в целях спаривания. В идеале женщина должна привлекать и образовывать пару с партнёром, который имеет как долгосрочные преимущества, так и несёт качественные гены, которые наследуются её потомством. Но поскольку мужчины, которые преуспевают в обеих категориях, встречаются очень редко, не все женщины смогут обеспечить себе такого мужчину. Женские предпочтения, проявляющиеся в ситуациях, когда у самцов не достаточно ресурсов родительского вклада, можно отнести к половому отбору, направленному на хорошие гены. Женщины, наблюдаемые в таких условиях, демонстрировали параллельное поведение, поскольку они проявляли тенденцию выбирать партнеров, которые считались генетически сильными и надежными кормильцами. В конечном итоге, когда женщины оценивали мужчин таким образом, стало очевидно, что мужчины, которые были с положительной стороны спектра генетической приспособленности и надёжности, были предпочтительнее, чем те, которые не могли быть такими благоприятными партнёрами для продолжения рода. В результате женщины эволюционировали и стали отдавать предпочтение мужчинам, которые демонстрируют жизнеспособность и хорошее состояние, поскольку такие черты, скорее всего, будут переданы их потомству. Это приводит к тому, что большинству женщин приходится идти на компромисс при выборе партнёра. Женщины часто сталкиваются с необходимостью идти на компромисс из-за того, что вряд ли можно найти мужчину, который и обладает хорошими генами, и готов помочь в воспитании детей. Чтобы решить проблему этих компромиссов, теория стратегического плюрализма утверждает, что женщины, возможно, эволюционировали, чтобы проводить стратегию двойного спаривания, при которой они получают долгосрочные инвестиции от одного партнёра и одновременно получают высококачественные гены от другого (дополнительная пара), спариваясь с ним во время овуляции.
Самцы и самки млекопитающих проявили различные предпочтения, поскольку самцы ищут самок для спаривания, в то время как самки отслеживают окружающую среду с необходимыми ресурсами для родительского вклада. Такие открытия, касающиеся различных способов, которыми самцы и самки млекопитающих предпочитают спариваться друг с другом, позволяют предположить, что самки предпочитают более длительные отношения, а самцы — краткосрочные. Однако есть случаи, когда представители обоих полов демонстрируют как краткосрочные, так и долгосрочные брачные предпочтения в определенных контекстах.

## Эксперименты и исследования
Хотя стратегический плюрализм постулируется как для животных, так и для людей, большинство экспериментов проводилось на людях. В одном эксперименте был получен вывод, что между краткосрочными и долгосрочными отношениями мужчины и женщины отдают предпочтение разным вещам. Было показано, что оба пола предпочитают физическую привлекательность для краткосрочных отношений. Однако женщины предпочитали мужчин с признаками лучшей заботы о них, тогда как мужчины не меняли своих предпочтений.
Экспериментаторы определили это, используя следующую схему: испытуемым давали общий «бюджет» и просили присвоить баллы различным характеристикам. Что касается долговременных партнеров, женщины уделяли больше внимания социальным качествам и доброте, соглашаясь с результатами, полученными в других исследованиях, предполагающими, что женщины предпочитают долгосрочных партнеров, которые обеспечат им ресурсы и эмоциональную безопасность, а не физически привлекательным партнерам. Женщины также предпочитают мужчин, которые могут обеспечить им большую финансовую безопасность, поскольку это поможет им вырастить потомство.
Женщины также выбрали мужчин, которые выглядят более женственно из-за (предполагаемой) обратной зависимости между привлекательностью лица мужчины и усилиями, которые готовы тратить на воспитание потомства. То есть более привлекательные мужчины часто менее заботливы, в то время как менее привлекательные мужчины более. В среднем предпочтения мужчин значительно различаются по сравнению с предпочтениями женщин. Это говорит о том, что есть достаточно мужчин обоих типов, как более подходящих для краткосрочных отношений, так и тех, кто больше подходит для более длительных отношений.

## Эмпирическая поддержка
Теория стратегического плюрализма, разработанная Гангестадом и Симпсоном, получила эмпирическую поддержку; тем не менее, все еще есть незаполненные пробелы и неопределенности. Например, в теории не хватает информации о процессах развития, которые повлияли на стратегические различия у самцов и самок млекопитающих. Таким образом, биологическое обоснование оценки самками самцов остается неясным. Вместо этого исследования предлагали только предположения, почему происходит стратегический отбор.